# Fard
Fard (arabiska:plikt) är obligatoriskt för alla vuxna muslimer (mukallaf/förpliktade). Fard är den första nivån i kategorin "plikt, obligatoriskt" i al-ahkam al-khamsah-systemet (se fiqh) enligt hanafi-skolan. Det finns tre klassifikationer av fard:
- 1.1. Fard ayn. I fard ayn ingår plikter som varje enskild vuxen muslim skall göra, till exempel uttala shahada (trosbekännelsen), fasta under Ramadan, förrätta salat (bön) och alltid ha Allah (Gud) i sina tankar.
- 1.2. Fard kifaya. Fard kifaya är en kollektiv plikt vilken en del av muslimer är förpliktade att utföra, till exempel uppfostra faderlösa, försörja gamlingar som saknar tillgångar eller andra försörjare, lära andra muslimer sharia (islamisk lag) eller kunna Koranen utantill.

Från tidsperspektiv delas fard in i:
- 2.1. Fard muqayyad. Fard muqayyad är kopplad till en bestämd tid, då plikten skall utföras, till exempel fasta under Ramadan eller förrätta salat. Men om man av någon anledning inte kan utföra salat under den föreskrivna tiden får man göra det senare, då först skall man uttala niyya i vilken man nämner vilken salat (morgonbön, middagsbön, etc.) vill man utföra. Samma regler gäller för fastan under Ramadan. Om man inte kan fasta under vissa antal dagar under Ramadan kan man göra det senare, dock inte under Eid al-Fitr.
- 2.2. Fard mutlaq. Fard mutlaq är ovillkorlig eller absolut plikt, det spelar ingen roll när man skall utföra den, till exempel vallfärden, hajj.

Beroende på fullbordan av plikten indelas fard i:
- 3.1. Fard muayyan. Fard muayyan är en preciserad plikt, man har inte annat val än att göra vad som är föreskrivet. Att betala zakat (allmosa) eller förrätta salat är exempel på fard muayyan.
- 3.2. Fard mukhayyar är en valfri plikt som innebär att man kan ha några alternativ att välja mellan. Ett exempel är plikten att återlämna en lånad sak, men att man, om man inte kan göra det av någon anledning, har ett val mellan att 1) bespisa tio fattiga eller 2) ge dem kläderna eller 3) fasta tre dagar.